# Карьер (Белая Глинка)
Карьер (Белая Глинка) — посёлок в Ленинск-Кузнецком районе Кемеровской области. Входит в состав Шабановского сельского поселения.

## География
Центральная часть населённого пункта расположена на высоте 194 метров над уровнем моря.

## Население
По данным Всероссийской переписи населения 2010 года, в посёлке Карьер (Белая Глинка) проживает 10 человек (6 мужчин, 4 женщины).